# Alte Fahrt (Dortmund-Ems-Kanal)

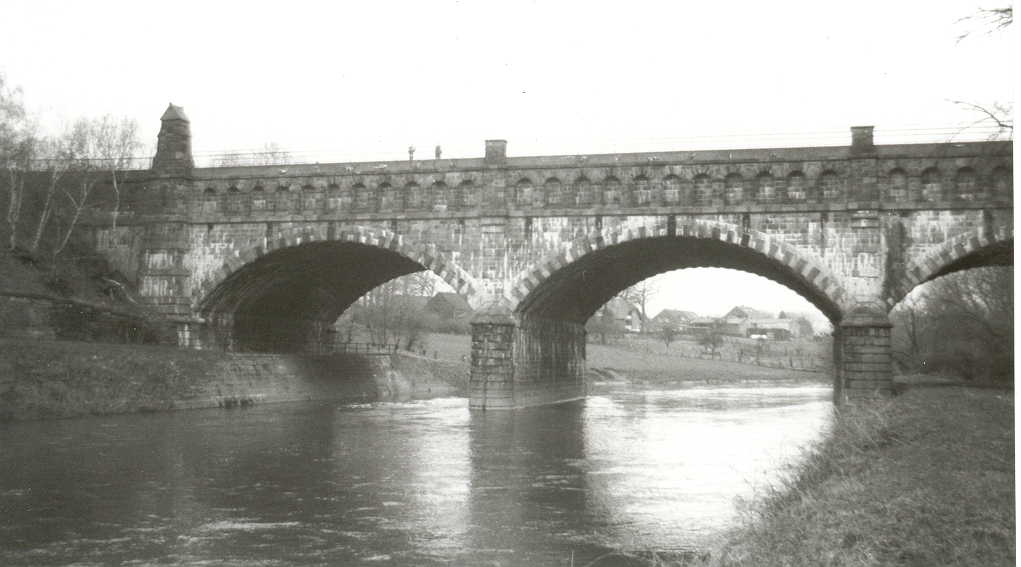
Die Lippebrücke der Alten Fahrt

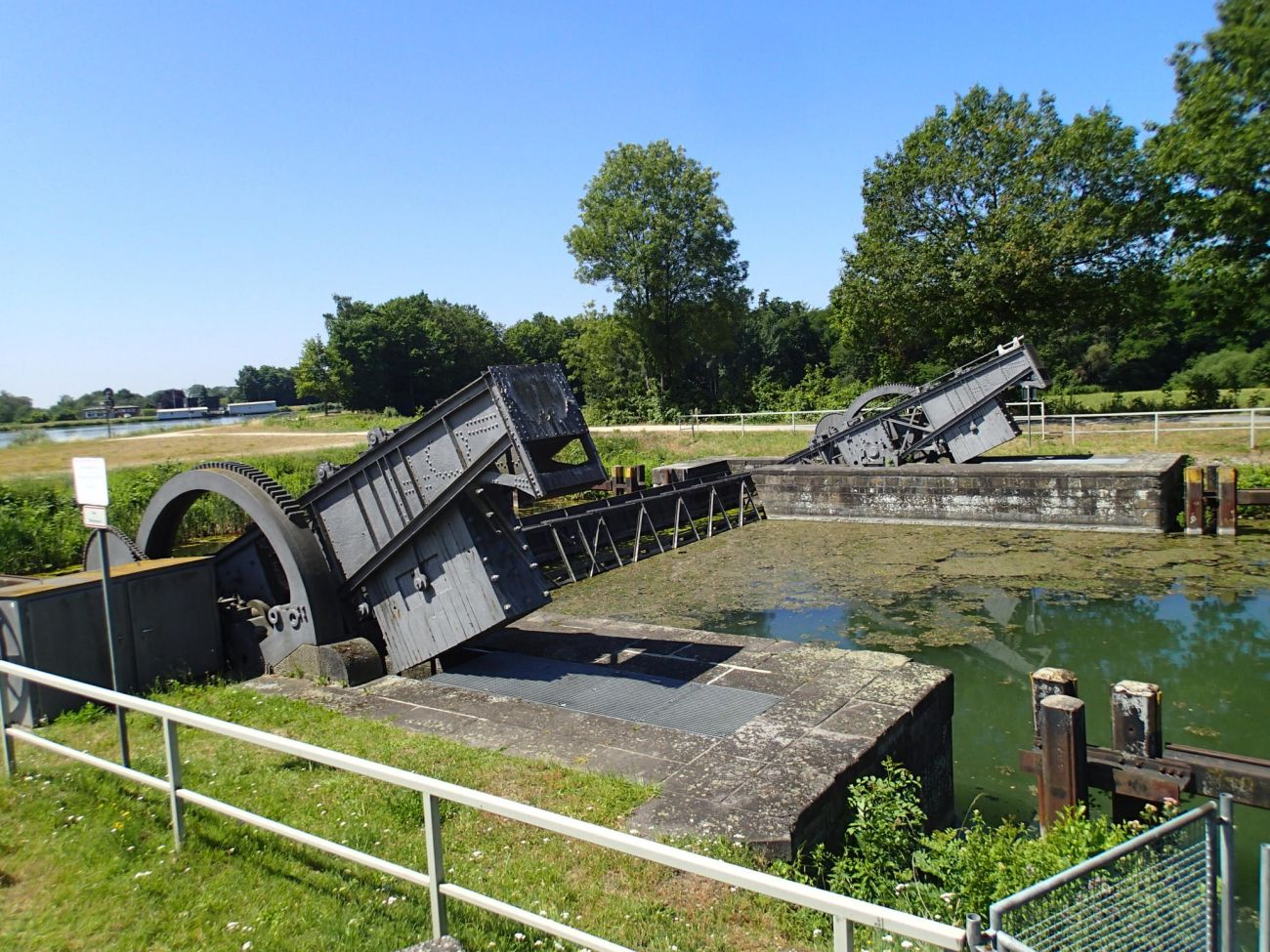
Sperre am Dattelner Meer

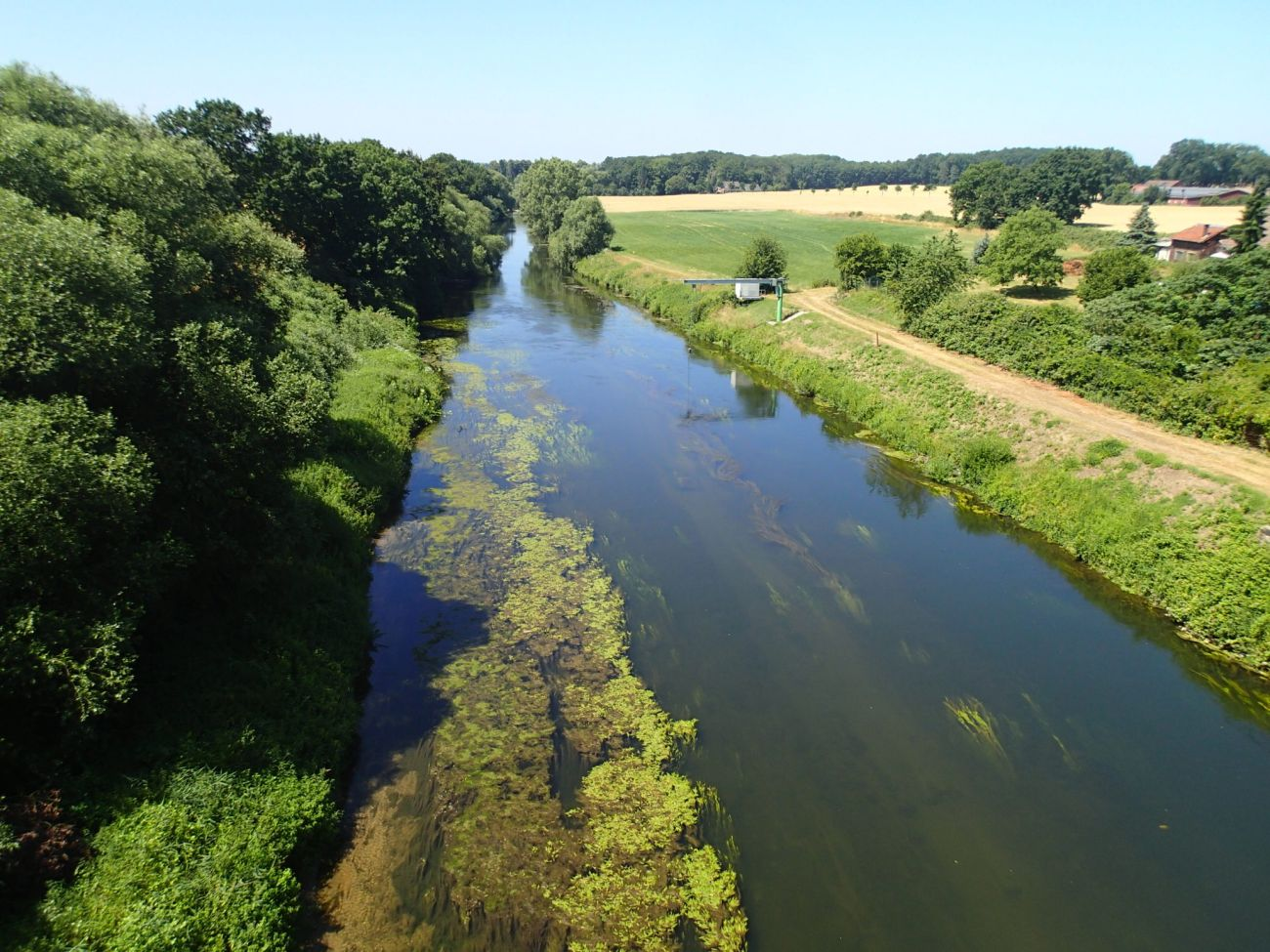
Blick von der Kanalbrücke Alte Fahrt lippeabwärts

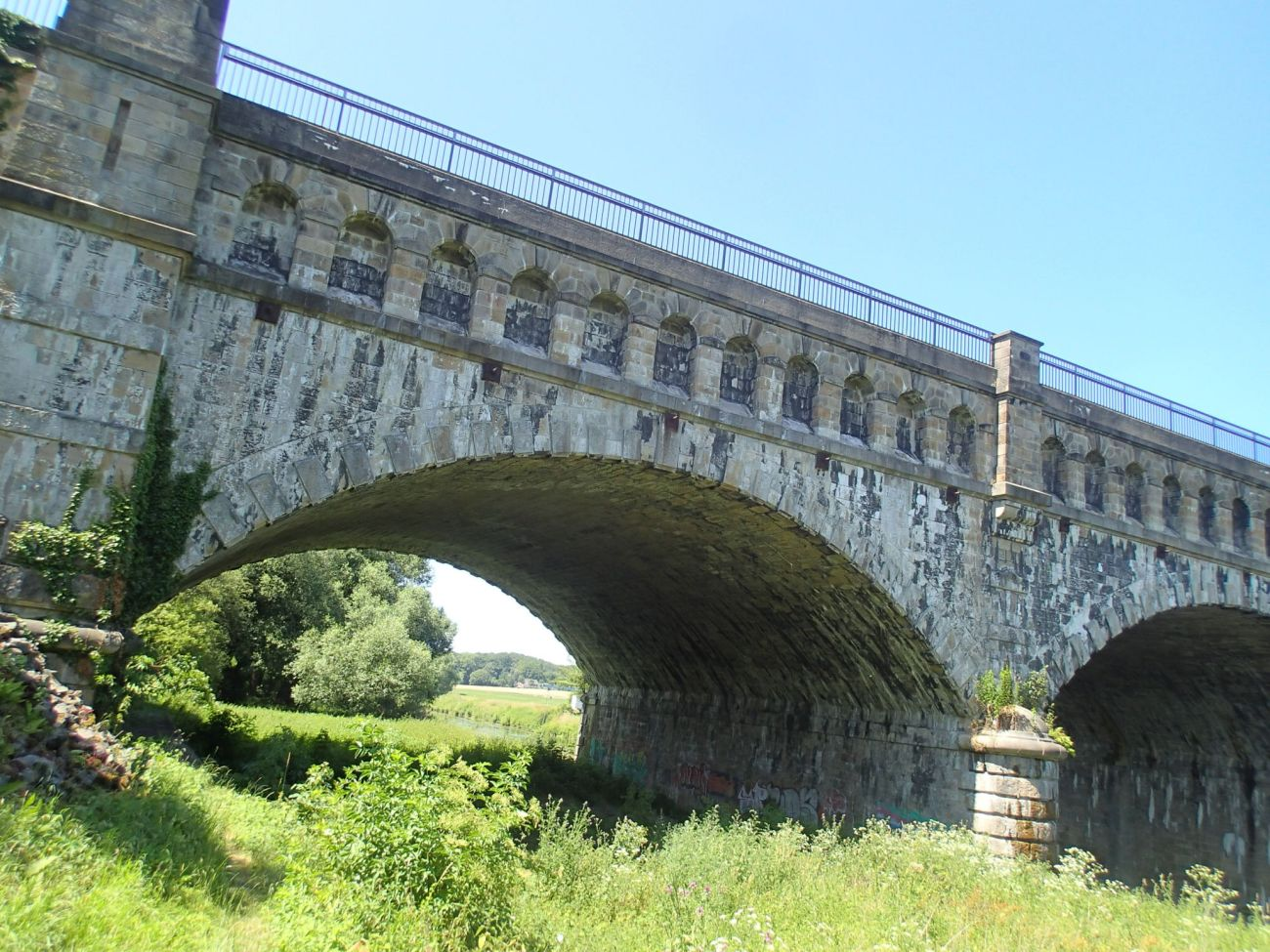
Kanalbrücke Alte Fahrt über die Lippe, Ostseite

Als Alte Fahrt wird ein stillgelegter Abschnitt des Dortmund-Ems-Kanals bei Olfen bezeichnet. Das 8650 Meter lange Teilstück erstreckt sich vom Kanalkreuz Datteln (Kanalkilometer 21,5) bis hinter Olfen (30,3 km) und wird von einem Fuß- und Radweg begleitet.
Der Dortmund-Ems-Kanal wurde 1899 eröffnet. Im Bereich der Alten Fahrt war der Kanal mit besonders hohen Dämmen versehen, auf 5600 Meter höher als zwölf und auf 2775 Meter höher als neun Meter. Außerdem waren in diesem Bereich fünf Kanalüberführungen gebaut worden, davon drei Straßen- sowie Lippe- und Steverüberquerung. 1929 bis 1937 wurde von Datteln in Richtung Lüdinghausen die erste neue, zügige Linienführung errichtet. Insgesamt erhielt der Dortmund-Ems-Kanal acht „Zweite Fahrten“. Sie waren notwendig geworden, um dem gestiegenen Verkehrsaufkommen mit größeren Schiffstypen Rechnung zu tragen. Insbesondere die Brückenbauwerke, die keinen Begegnungsverkehr der Schiffe zuließen, hatten vorher den schnellen Warentransport verzögert. Der Bau war auch eine Arbeitsbeschaffungsmaßnahme der Nationalsozialisten, nach deren Machtergreifung durch Häftlinge aus dem KZ Börgermoor fertiggestellt.

## Kanalüberführungen
Kurz nach dem Kanalkreuz, in Höhe des Freizeitparks Klaukenhof, befindet sich die Kanalbrücke über den Pelkumer Weg am Kanalkilometer 22,2. Etwas weiter nördlich quert der Kanal mit der 1895 errichteten Kanalbrücke Alte Fahrt in 18 Meter Höhe über dem Wasserspiegel die Lippe. Diese Brücke am Kanalkilometer 23,2 ist 16 Meter breit und 70 Meter lang und wird von drei Bögen getragen. Direkt an der Brücke lag auch das Einspeisungsbauwerk, das den Kanal mit Lippewasser versorgte. In Olfen wird eine Straße überquert; wegen des 60-Grad-Winkels zwischen Kanal- und Straßentrasse wird sie Schiefe Brücke genannt. Kurz hinter dem Ortskern liegt die Kanalbrücke über die Stever, ähnlich wie die Lippebrücke in drei Bögen ausgeführt, allerdings nur circa 10 Meter über der Wasseroberfläche. Weiter nördlich befand sich eine weitere Straßenbrücke in Höhe der später dorthin verlegten Bundesstraße 235.
Alle Kanalüberführungen wurden unter Leitung des Königlich Preußischen Oberbaudirektors Karl Hinckeldeyn im Stil des Historismus entworfen und mit Ruhrsandstein verkleidet.

## Umgestaltung

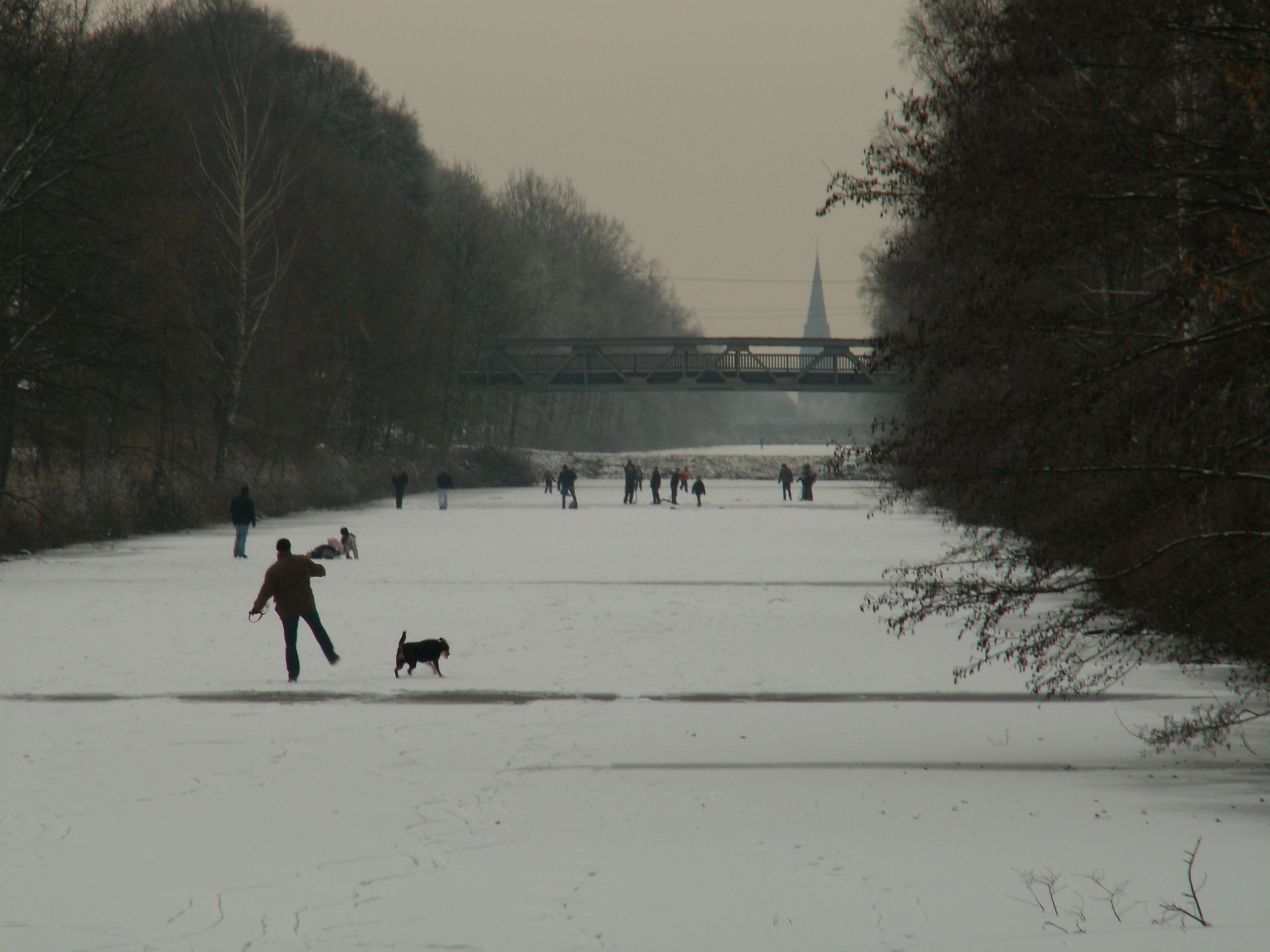
Zugefrorene Alte Fahrt mit Olfener Kirchturm im Hintergrund

Nach Fertigstellung der Neuen Fahrt war das alte Teilstück noch eine Weile als Ausweicharm in Betrieb, wurde schließlich aber renaturiert und beherbergt heute Biotope. Der Wasserspiegel ist zur Sicherheit der Böschungen abgesenkt und von Erdwällen gequert.
Bereits 1980 strebten der Kreis Recklinghausen und die Stadt Datteln den Erhalt der Alten Fahrt an. Da Olfen ansonsten kaum Wasserflächen nach dem Sportflächenplan hatte, wurde die Alte Fahrt auch als Bademöglichkeit genutzt. Weitere Freizeitnutzungen waren Camping, Wandern und Radfahren sowie Wassersport mit Motorbooten, welche auch den Olfener Hafen nutzen.
Das Westfälische Amt für Denkmalpflege beim Landschaftsverband Westfalen-Lippe erklärte, dass die Kanalüberführungen „als Meilensteine der Technikgeschichte im Ruhrgebiet“ Denkmalwert besaßen. Die Bundeswasserstraßenverwaltung hob Sicherheits- und Kostenüberlegungen hervor. In einem Meinungsaustauschverfahren wurden vier Varianten der Nachnutzung diskutiert, die vom weitgehenden Verzicht auf Wasserflächen bis zum vollständigen Erhalt reichten. 1986 war das Planfeststellungsverfahren abgeschlossen und die heutige Nutzungsvariante beschlossen. Bis auf die nördlichste Brücke sollten alle Bauwerke erhalten bleiben.
Vom Dattelner Meer ist die Alte Fahrt mit einer Spundwand und einem Erdwall abgetrennt. Das 700 Meter lange Stück bis zur ersten Kanalüberführung besteht aus einer durchgehenden Wasserfläche, vor und nach der Straßenüberquerung befinden sich Erdwälle im Wasserbett. Bis zum Olfener Hafen befindet sich noch Wasser im Kanalbett, in unregelmäßigen Abständen durch Erdwälle gesichert. Die Dämme sind inzwischen von Bäumen bewachsen. Nach dem heutzutage deutlich verkleinerten Hafenbecken sind die Dämme zwar noch erhalten, der Trog ist allerdings mit Erde aufgefüllt und als Rad- und Wanderweg ausgeführt. Nach der Steverbrücke senkt sich die ehemalige Kanalstrecke ab, ist aber durch Bepflanzungen noch in der Landschaft ablesbar. Bei Kanalkilometer 29,5 ist ein circa 800 Meter langes Stück im Originalzustand erhalten und direkt mit dem Dortmund-Ems-Kanal verbunden. Es wird als Yachthafen genutzt.